# Itajobi
Itajobi este un oraș în São Paulo (SP), Brazilia.